# Kukuřičný škrob

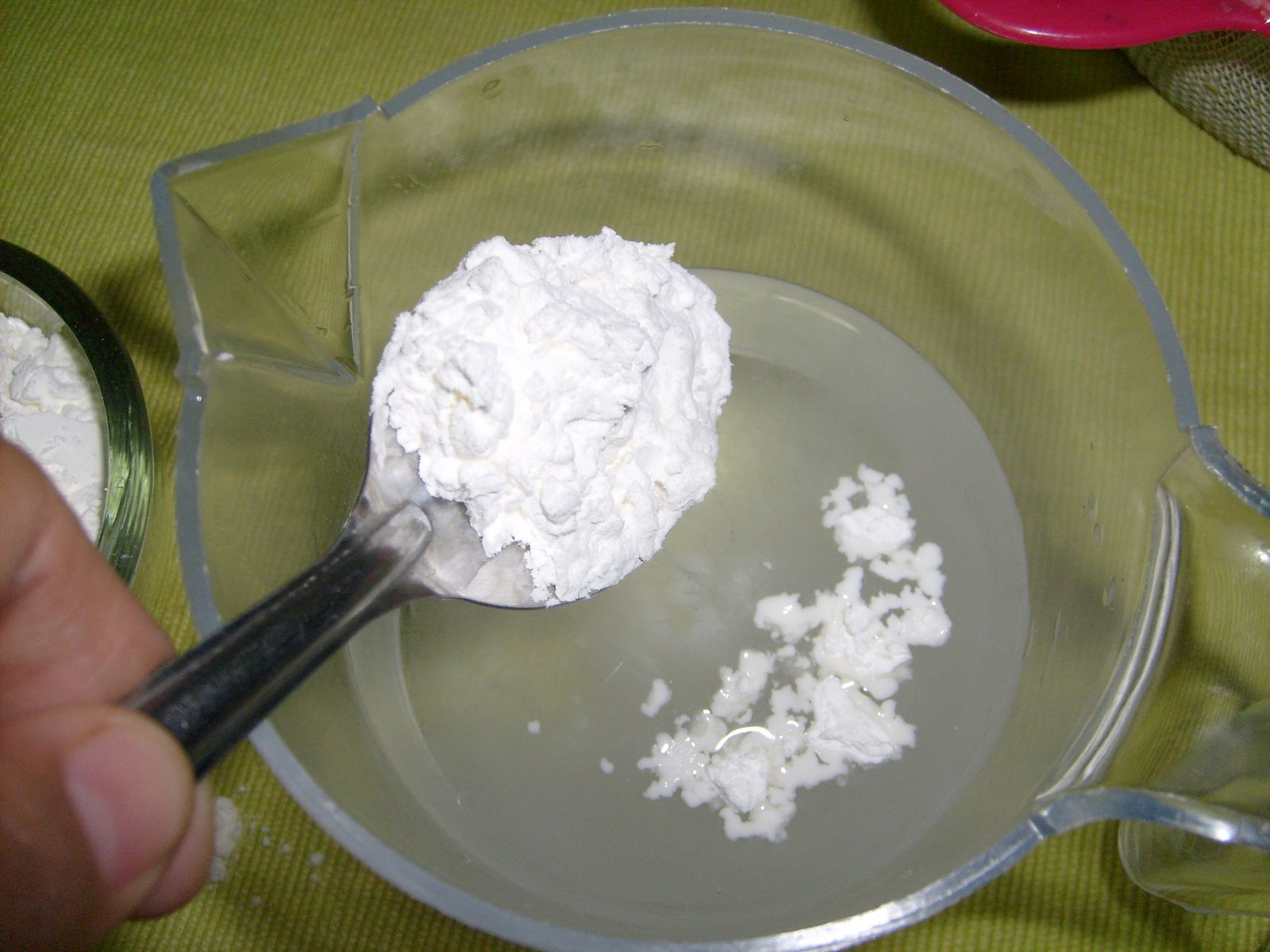
Kukuřičný škrob

Kukuřičný škrob je škrob získaný z kukuřičného zrna. Škrob se získává z endospermu zrna. Kukuřičný škrob je běžná potravinářská složka, která se často používá k zahušťování omáček nebo polévek a k výrobě kukuřičného sirupu a dalších cukrů. Kukuřičný škrob je ve svém využití všestranný, snadno se modifikuje a nachází mnoho využití v průmyslu, a to nejen v potravinářském, ale také v lepidlech, v papírenských výrobcích či v textilním průmyslu. Má také lékařské využití, například k dodávání glukózy lidem s poruchou ukládání glykogenu.
Obdobně jako řada jiných produktů ve formě prášku může být ve velkém množství nebezpečná kvůli své hořlavosti (výbuch prachu). Po smíchání s kapalinou se kukuřičný škrob může přeskupit do nenewtonovské kapaliny. Například přidání vody transformuje kukuřičný škrob na materiál běžně známý jako oobleck.

## Historie

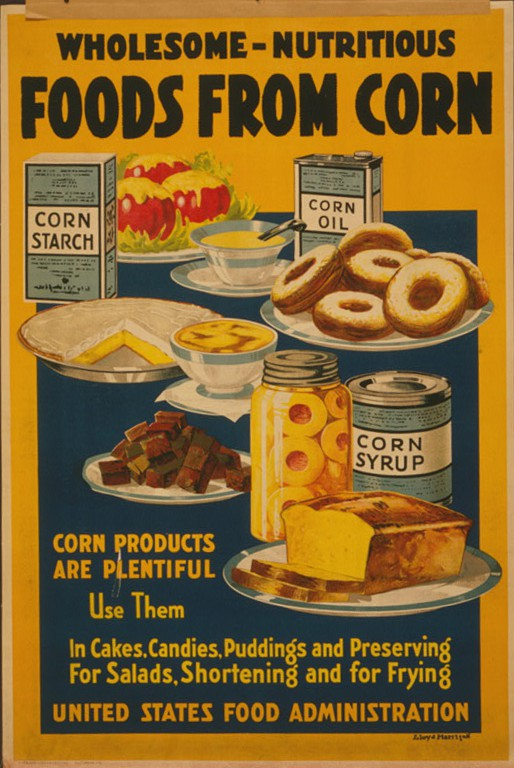
Reklama amerického Úřadu pro kontrolu potravin z roku 1918, která označovala kukuřičný škrob za "zdravý" a "výživný"

Metodu výroby čistého kukuřičného škrobu z kukuřice si v roce 1854 nechal patentovat John Polson ze společnosti Brown & Polson v Paisley ve Skotsku. Tato metoda se prodávala jako patentovaná kukuřičná mouka.

## Použití
Ačkoli se kukuřičný škrob používá převážně k vaření a jako surovina běžně dostupná v domácnosti, nachází uplatnění i v mnoha jiných odvětvích, od chemické přísady do určitých produktů až po lékařskou terapii určitých onemocnění.

### Gastronomie
Kukuřičný škrob se používá jako zahušťovadlo tekutých pokrmů (např. polévek, omáček, šťáv, pudinků), a to obvykle smícháním s kapalinou o nižší teplotě za vzniku pasty nebo kaše. Někdy se mu dává přednost před samotnou moukou, protože tvoří průhlednou, spíše než neprůhlednou směs. Jak se škrob zahřívá nad 95 °C, molekulární řetězce se rozpadají, což jim umožňuje srážet se s jinými škrobovými řetězci a vytvářet síťovinu, čímž se kapalina zahušťuje (želatinizace škrobu). Pokračující var však molekuly rozbíjí a kapalinu ředí.
Výrobci potravin snižují výrobní náklady přidáváním různého množství kukuřičného škrobu do potravin, například do sýrů nebo jogurtů. Kuřecí nugetky s tenkou vnější vrstvou kukuřičného škrobu umožňují lepší absorpci oleje a dodají masu křupavost.

### Medicína
Kukuřičný škrob je preferovaným antiadhezním prostředkem na zdravotnických výrobcích, které jsou vyrobeny z přírodního latexu, včetně kondomů, poševních diafragem a lékařských rukavic.
Kukuřičný škrob má vlastnosti, které umožňují dodávku glukózy k udržení hladiny cukru v krvi u lidí s poruchou ukládání glykogenu. Kukuřičný škrob lze použít od 6 až 12 měsíců věku dítěte, čímž lze eliminovat kolísání glukózy.

### Další použití
Kukuřičný škrob může být použit při výrobě dětského pudru nebo jej lze použít k výrobě bioplastů (například PLA, která se používá pro 3D tisk).

## Výroba

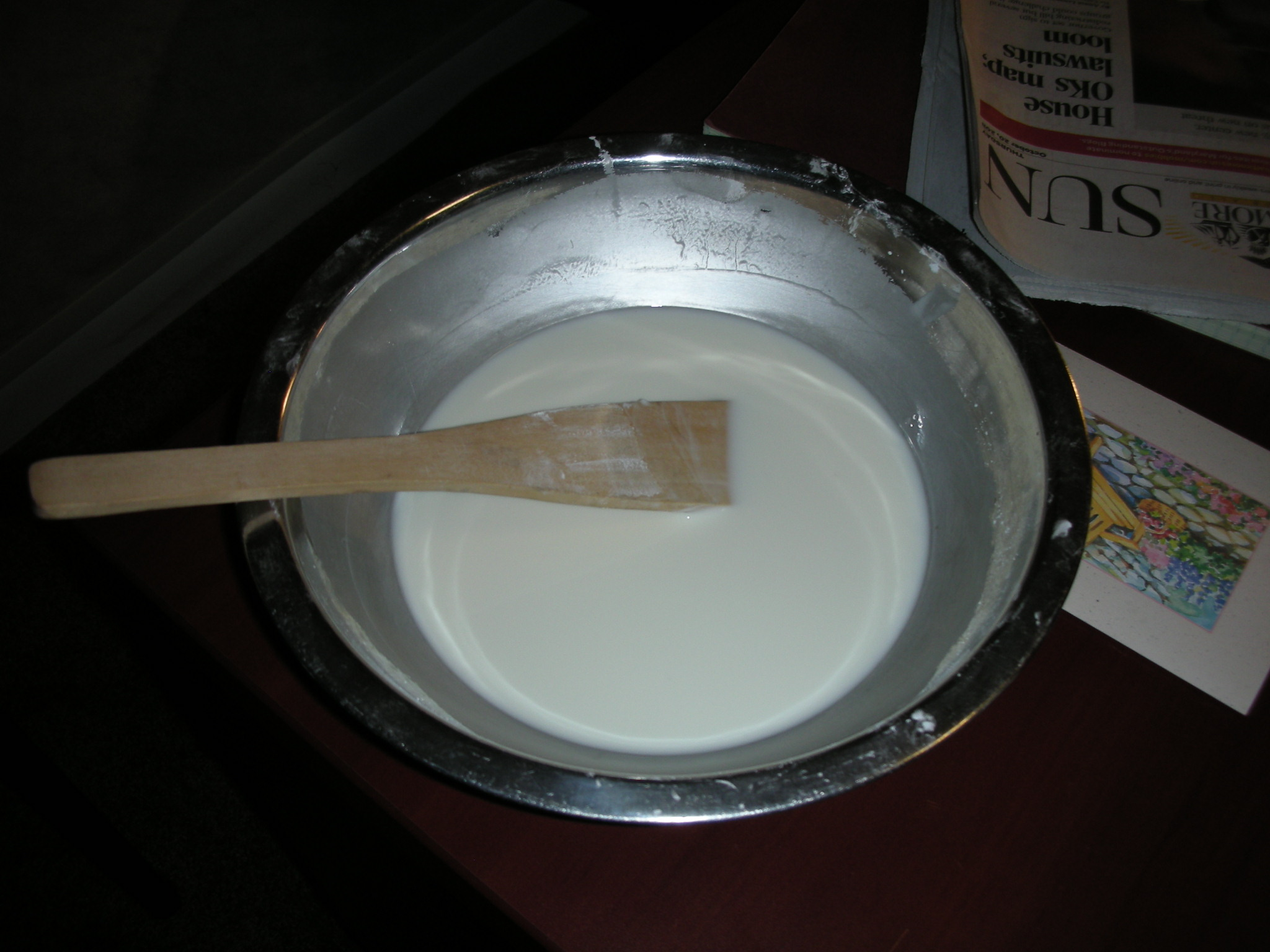
Kukuřičný škrob smíchaný s vodou

Kukuřice se louhuje 30 až 48 hodin, čímž dojde k jejímu mírnému fermentování. Klíček se oddělí od endospermu a tyto dvě složky se rozemelou odděleně (stále namočené). Poté se z každé složky promytím odstraní škrob. Škrob se oddělí od kukuřičného louhu, obilného klíčku, vláken a kukuřičného lepku, většinou v hydrocyklónech a odstředivkách, a poté se usuší. (Zbytky z každé fáze výroby kukuřičného škrobu jsou zužitkovány při výrobě krmiv pro zvířata, kukuřičného oleje nebo jsou použity k jiným účelům). Celý proces se nazývá mokré mletí. Nakonec lze škrob upravit podle specifických požadavků.

## Rizika
Stejně jako mnoho jiných prášků je i kukuřičný škrob náchylný k výbuchům prachu. Předpokládá se, že přehřátí prášku na bázi kukuřičného škrobu, navzdory varováním na obalu, že se jedná o hořlavý materiál, iniciovalo explozi na Formosa Fun Coast na Tchaj-wanu dne 27. června 2015.